# Čatni
Čatni je porodica začina ili soseva u kuhinjama indijskog potkontinenta. Čutni se može napraviti u oblicima kao što su paradajzni reliš, mleveni garniš od kikirikija, jogurt ili vurda, krastavac, začinjeni kokos, začinjeni sos od crnog luka ili mente.
Uobičajena varijanta u angloindijskoj kuhinji koristi trpko voće, poput oštrih jabuka, ukišeljene rabarbare ili damsona, koji je razblaženi jednakom težinom šećera (obično demerara ili smeđeg šećera koji zamenjuje džageri u nekim indijskim slatkim čatnijima). Sirće je dodato receptu za čatni u engleskom stilu, čiji je cilj davanje tradicionalno dugog životnog veka, tako da se jesenje voće može sačuvati za upotrebu tokom cele godine (kao i džemovi, želei i kiseli krastavci) ili da se proda kao komercijalni proizvod. Indijski kiseli krastavci koriste senfno ulje kao sredstvo za kiseljenje, dok čatni u angloindijskom stilu koristi sirće ili jabukovo sirće koji daju blaži proizvod koji se u zapadnoj kuhinji često jede sa tvrdim sirom ili hladnim mesom i živinom, obično u hladnim ručkovima u pabu.

## Pregled
|  |
|  |
|  |
|  |

U Indiji se čatni može praviti bilo sa kiselim krastavcima koji sazrevaju na suncu do dve nedelje i čuvaju se do godinu dana, ili što je uobičajenije, sveže se pravi od svežih sastojaka koji se mogu držati nekoliko dana ili nedelju dana u frižideru.
U Tamil Nadu, Togajalu ili Tuvajalu (tamilski) začin se priprema slično čatniju, ali ima pastoznu konzistenciju. U Andra Pradešu se takođe naziva roti pakčadi, u Kerali se takođe naziva čamanti, a u Telangani toku. Tengajski čatni, koji je baziran na kokosu, je ono na šta se misli kad se kaže samo „čatni“.
Od lekovitih biljaka za koje se veruje da imaju blagotvorno dejstvo ponekad se pravi čatni, na primer Pirandai Thuvayal ili čatni od grebenastih tikvica (Peerkangai Thuvayal ili birakaja toku). Grebenaste tikvice se mogu kupiti u kineskim i indijskim prodavnicama u velikim gradovima na zapadu, a kada se osuši, postaje sunđer za kupanje poznat kao lufa.
Gorka dinja takođe može poslužiti kao osnova za četni koji je poput začina ili, alternativno, kao sušeni prah.
Povremeno se mogu poslužiti čatniji sa kontrastom u ukusu i boji - omiljena kombinacija je zeleni mint i čili čatni sa kontrastnim slatkim smeđim čatnijem od tamarinda i datule.
Čatni se može mleti avanom s tučkom ili amikalom (tamilski). Začini se dodaju i melju, obično u određenom redosledu; tako napravljena vlažna pasta se dinsta u biljnom ulju, obično susamovom) ili kikirikijevom ulju. Električni blenderi ili mašine za obradu hrane mogu se koristiti kao alternativa tehnici kamenog mlevenja kojom se ostvaruje ušteda u radu.
Čatniji u zapadnom stilu obično su voće, sirće i šećer, kuvani u manjoj meri, sa dodatkom aroma. To može uključivati šećer, so, beli luk, tamarind, crni luk ili đumbir. Čatniji zapadnog stila potiču od Angloindijanaca u vreme Britanskog Raža, koji su rekreirali indijske čutnije koristeći voće iz engleskih voćnjaka - na primer, kisele jabuke i rabarbaru. Često je korišteno sušeno voće: suvo grožđe, ribizla i sultanina.
Južnoindijski čatni prahovi se prave od prženog sušenog sočiva. Oni se posipaju na idlije i dosale. Čatni od kikirikija može se napraviti u vidu vlažnog ili suvog praha.
Začini koji se obično koriste u čatnijima uključuju piskavicu, korijander, kumin i asafoetidu (hing). Ostali prominentni sastojci i kombinacije uključuju papriku, mentu (čatniji od korijandera i mente se obično nazivaju  हरा hara čatnijima, što je hindi reč za „zeleno“), tamarind ili imli (često se naziva miti čatni, jer मिठाई meethi na hindijskom znači „slatko“), sut (ili saunt, napravljen od datula i đumbira), kokos, crni luk, suva šljiva, paradajz, crveni čili, zeleni čili, mango, limeta (napravljen od celih, nezrelih limeta), beli luk, kokos, kikiriki, dahi, zeleni paradajz, danija pudina (cilantro i nana), kikiriki (šengdana čatni na maratskom), đumbir, dahi (jogurt), crveni čili u prahu, čatni od paradajznog crnog luka, cilantro, mintni kokosni čatni, i kajsija.

## Istorija
Sličan po pripremi i upotrebi sa relišom, jednostavni začinjeni čatni se pretpostavlja se datira od 500. pne. Poreklom iz Indije, ovaj način čuvanja hrane usvojili su kasnije Rimljani i Britanci zahvaljujući njihovim susretima i kontaktima sa Indijskim potkontinentom. Kako se veći uvoz strane i raznovrsne hrane povećavao u severnu Evropu, čatni je pao u nemilost u Britaniji. Ovo u kombinaciji sa većom sposobnošću hlađenja sveže hrane i sve većom zastupljenosti staklenika, značilo je da su britanska konzumacija čatanija i ukišeljenog povrća pretežno zadržali u upotrebi u vojsci i među pojedinaca koji su boravili u Indiji. Čatni je ponovo postao popularan u Engleskoj oko 1780-ih kao predjelo.
Smatra se da je Major Grejov čatni razvio britanski oficir koji je putovao u Indiju. Formula je na kraju prodata Kros i Blekvelu, velikom britanskom proizvođaču hrane, verovatno početkom 1800-ih. U 19. veku, tipovi čatnija poput Major Grejovog ili Bengalskog kluba koje su udovoljavale zapadnim ukusima, isporučivane su u Evropu iz Indije. Generalno, ovi čatnijio su voće, sirće i šećer, kuvani do redukcije.

## Literatura
- Weaver, William Woys. "Chutney". Encyclopedia of Food and Culture. Ed. Solomon H. Katz. Vol. 1. New York: Charles Scribner's Sons, 2003. 417–418. 3 vols.   0-684-80568-5.
- Dahiya, Ashish, Food of Haryana: The Great Chutneys Vol. 1. India.  978-93-81818-05-3.
- Food Safety in Production of Chutney, Pickles. Jams, Oils – UK
- Saikia, Yasmin (2004). Fragmented Memories: Struggling to be Tai-Ahom in India (на језику: енглески). Duke University Press. ISBN 082238616X.
- Shin, Jae-Eun (2018), „Region Formed and Imagined: Reconsidering temporal, spatial and social context of Kamarupa”,  Ур.: Dzüvichü, Lipokmar; Baruah, Manjeet, Modern Practices in North East India: History, Culture, Representation, London & New York: Routledge
- Directorate of Information and Public Relations, Government of Assam, Assam at a Glance, Архивирано из оригинала 6. 10. 2007. г., Приступљено 25. 5. 2007
- National Commission for Women (2004), Situational Analysis of Women in Assam (PDF), Архивирано из оригинала (PDF) 15. 6. 2007. г., Приступљено 5. 7. 2006.
- Masica, Colin P. (1993), Indo-Aryan Languages, Cambridge University Press, ISBN 9780521299442
- National Mission on Bamboo Applications, Assam, State Profile, Архивирано из оригинала 29. 9. 2007. г.
- Revenue Department, Government of Assam, Revenue Administration – Districts and Subdivisions, Архивирано из оригинала 24. 07. 2007. г., Приступљено 25. 5. 2007
- Singh, K. S (ed) (2003) People of India: Assam Vol XV Parts I and II, Anthropological Survey of India, Seagull Books, Calcutta
- Sircar, D C (1990), „Pragjyotisha-Kamarupa”,  Ур.: Barpujari, H K, The Comprehensive History of Assam, I, Guwahati: Publication Board, Assam, стр. 59—78
- Das, Paromita (2005). „The Naraka Legends, Aryanisation and the "varnasramadharma" in the Brahmaputra Valley”. Proceedings of the Indian History Congress. Indian History Congress. 66: 224—230. JSTOR 44145840.
- UNDP (2004), Chapter 2, Income, Employment and Poverty in Assam Human Development Report, 2003, Government of Assam, Архивирано из оригинала 20. 2. 2007. г.
- Wandrey, C. J. (2004), „Sylhet-Kopili/Barail-Tipam Composite Total Petroleum System, Assam Geologic Province, India” (PDF), US Geological Survey Bulletin, 2208-D
- Casson, Lionel (1989). The Periplus Maris Erythraei: Text With Introduction, Translation, and Commentary. Princeton University Press. ISBN 978-0-691-04060-8.